# 布蘭登·唐納利
布蘭登·凱文·唐納利（Brendan Kevin Donnelly；1971年7月4日生於美國首都華盛頓—），是美國職棒大聯盟的後援投手。

## 職業生涯
唐納利在1992年被芝加哥白襪選中而進入職棒後，在小聯盟浮沉將近十年，直到2002年才被安那罕天使拔擢上大聯盟。自從加入天使隊後，唐納利迅速廣受天使球迷的歡迎，因為他強而有力的投球、奇特的護目鏡，以及擔任天使隊史上最著名的終結者特洛依·帕西佛(Troy Percival)的佈局投手(Setup man)時表現傑出。2003年時甚至因為把自責分率壓低到1.58而成為少數非終結者(Closer)身分而入選全明星賽(All-Star Game)的投手，唐納利還成為2003年明星賽的勝利投手。
2004年春訓時他意外遭到隊友打出的飛球擊碎鼻骨而缺席了大半個球季，他後來歸陣時仍然保持一定的水準，強化了天使隊的後援投手陣容。2005年球季，唐納利的狀況開始走下坡，球速降低，表現不穩。後來甚至被查出他在手套中藏有松焦油(pine tar)以強化自己的球路威力，最後遭到禁賽處分。2006年的唐納利已經無法勝任佈局投手的角色，甚至也無法在短中繼投手的任務上保持穩定。
唐納利在1994年大聯盟罷工時曾經被找來擔任1995年替補出賽球員的工作，因而被禁止加入大聯盟球員工會（Major League Baseball Players Association, MLBPA）。
在唐納利於小聯盟討生活的那幾年，他一共待過17支球隊(其中兩支是獨立聯盟球隊)、8個球團、2個獨立聯盟、8個小聯盟、最後才來到美國聯盟。2006年球季已經是他職業生涯的第15個年頭。

## 外部連結
- 布蘭登·唐納利在美國職棒（英语）
- 布蘭登·唐納利在Baseball-Reference.com（大聯盟）（英语）
- 布蘭登·唐納利在Baseball-Reference.com（小聯盟以及海外聯盟）（英语）
- 布蘭登·唐納利在ESPN（MLB）（英语）
- 布蘭登·唐納利在FanGraphs.com（英语）
- 布蘭登·唐納利在The Baseball Cube（英语）